# Stanisław Ciupalski

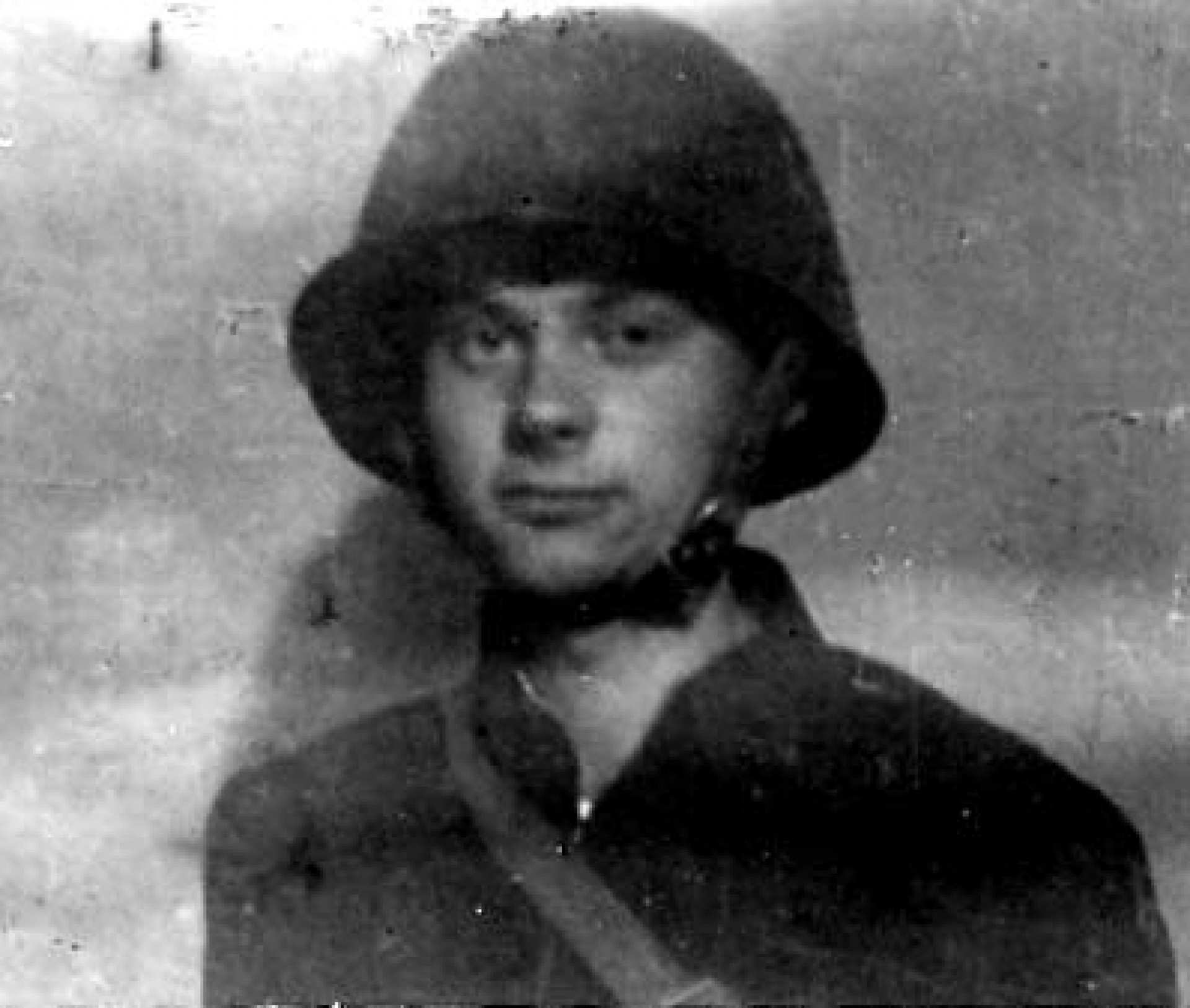

Stanisław Romuald Ciupalski (ur. 7 lutego 1924 w Warszawie, zm.  28 czerwca 2009 w Buenos Aires, Argentyna) – polski magister inżynier mechanik, poligraf, podharcmistrz i żołnierz AK. Kuzyn Jerzego Edigeya polskiego pisarza, adwokata i działacza społecznego. 
Syn Mariana Ciupalskiego i Janiny z domu Chrościckiej (siostra Eugeniusza Chrościckiego, polskiego oficera, ofiary zbrodni katyńskiej). 

## Życiorys
Zaczyna naukę we wrześniu 1936 w Liceum i Gimnazjum im. Stefana Batorego w Warszawie i zapisuje się do 23. Warszawskiej Drużyny Harcerzy im. Bolesława Chrobrego „Pomarańczarnia”. W 1942 roku na tajnych kompletach ukończył I Państwowe Gimnazjum i Liceum im. Stefana Batorego w Warszawie. Po maturze zaczyna studia na tajnym wydziale Politechniki Warszawskiej ukrytym pod nazwą "Szkoły Rysunku Technicznego" na kursach prof. Jagodzińskiego gdzie studiuje aż do wybuchu Powstania Warszawskiego. 
W konspiracji od października 1942 r. pseudonim "Chruślik'' w 1wszej Szturmowej Kompani CKM II Batalionu Szturmowego "Odwet". Po wpadce ukrywa się pod nazwiskiem Brzeziński Zbigniew. Nawiązuje kontakt z kolegami z Liceum i Gimnazjum Batorego , Jerzym Golnik ps "Tyka" i Ryszardem Załęskim ps "Włodek" z Batalionu Zośka i zostaje oficjalnie przyjęty jako instruktor broni, kapral podchorąży, do 1szej Kompani ''Maciek'', 1go plutonu ''Włodek''.            

## Udział w Powstaniu Warszawskim.
Jeszcze przed godzinną "W", z grupą żołnierzy "Zośki"  wobec wybuchu zostaje odcięty z grupą Zośkowców na Żoliborzu pod dowództwem Tadeusza Huskowskiego ps ''Tadeusz''. Zabierają broń z magazynów kompanii na Bielanach i na pl. Wilsona. W nocy z 1 na 2 sierpnia przedzierają się do Kampinosu. Wracając w ramach Zgrupowania Żniwiarz na Bielanach, w Osiedlu Zdobyczy Robotniczych rankiem 3 sierpnia następuje starcie z niemieckim patrolem z CIWFu gdzie Stanisław Ciupalski zostaje ciężko ranny. Po kilkudniowej rekonwalescencji w szpitalu zostaje wysłany do Grupy Kampinos gdzie dostaje dowództwo jednego z CKM w kompani wsparcia ppor. ''Olszy'' Henryka Dobaka, w Pułku Palmiry Młociny. Bierze udział w bitwach pod Brzozówką gdzie rozgromiono oddziały „własowców” oraz w zdobyciu bydła koło wsi Pilaszków. Po zdobyciu działa zostaje przydzielony do obsługi pod komendą por. "Leszczyca" Henryka Kędzierzawskiego. Po rozbiciu Grupy "Kampinos"  w bitwie pod Jaktorowem przedziera się do rodziny w Łowiczu. Melduje się u "Antka" Jana Kopałka z  Szarych Szeregów i zostaje tam do końca wojny jako instruktor broni.  

## Po wojnie
Wraca do Warszawy. Pracuje w Służbie Ochrony Kolei. Gdy organizuje się pierwsza Politechnika powojenna w Łodzi, kontynuuje od października 1945 r studia na Wydziale Mechanicznym specjalizacja Technologiczna. Kończy studia w grudniu 1948 r. z tytułem magistra inżyniera mechanika.   
Zostaje przyjęty do pracy w styczniu 1949 do w RSW Prasa w Warszawie i od września 1949 r. do czerwca 1950 r. wysłany na studia do NRD, na specjalizację w Poligrafii.
Zajmuje się zorganizowaniem montażu 96cio stronicowej maszyny gazetowej wypukło drukowej firmy Plamag z Plauen, dla „Domu Słowa Polskiego” w Warszawie, inauguracja 22go lipca 1950r. Montuje drugą maszynę Plamag w Polsce w Drukarni Gazetowej zakładu RSW Prasa, Katowice. Otwarcie 22go lipca 1951r. Zostaje odznaczony Złotym Krzyżem Zasługi”. 
Z inicjatywy Naczelnej Organizacji Technicznej daje wykłady od 1952 r dla dorosłych na tematy poligrafii w różnych miastach Polski. Też w Technikum Poligraficznym w Warszawie na ul. Konwiktorskiej 2.
Pisze Skrypty „Linotyp” wydawane przez liceum poligraficzne od 1952 roku i do czasopisma „Poligrafika”.
Pełni funkcję Naczelnika Wydziału Technicznego w RSW PRASA w Warszawie. 
Od 1956 pracuje w Zarządzie Głównym RSW „Prasa” na dziale poligraficznym gdzie zajmuje się przygotowaniem założeń do budowy nowych drukarń, modernizacją istniejących i zakupem maszyn do druku gazet i czasopism.
W 1957r wyjeżdża do Lozannie na jedną z pierwszych wystaw światowych maszyn poligraficznych GRAPHIC.
Pisze swoją pierwszą książkę „Maszynoznawstwo poligraficzne" cz 1-2 1957-59r
Bierze udział w założeniu Oddziału Poligrafii na Politechnice Warszawskiej, opracując program przedmiotu  „Maszynoznawstwo poligraficzne" gdzie był wykładowcą. 
Od 1963 jest rzeczoznawcą SIMP od maszyn poligraficznych i introligatorskich.
W 1965 roku zaproszony przez profesora Adler z Politechniki z Chemnitz NRD, daje odczyt na konferencji międzynarodowej pd. „Zapobiegawcze remonty maszyn poligraficznych” w języku niemieckim. W Polsce publikuje referat w czasopiśmie Poligrafika i wygłasza go kilkakrotnie między innymi na Targach Poznańskich.
W latach 1966 i 1967 zajmuje się planami budowy drukarń w Gdańsku, Bydgoszczy i Łodzi.

## Argentyna
W 1969 roku przyjeżdża na kontrakt do Argentyny i pracuje jako doradca w przedsiębiorstwie „Editorial Atlantida” gdzie zajmuje się projektem, mechanizacją i budową nowej drukarni w Buenos Aires. Zostaje za granicą do emerytury.
W 1994r prowadzi wykłady z Maszynoznawstwa Poligraficznego na zaproszenie Politechniki Warszawskiej.
Odznaczony pośmiertnie w 2012 roku Medalem „Zasłużony Dla Polskiej Poligrafii” przez Polską Izbę Druku jako zasłużony dla Polskiej Poligrafii w uznaniu za jego wkład wniesiony w rozwój i wzrost jakościowy polskiej poligrafii oraz jej promocję zarówno w kraju jak i poza jego granicami.

## Rodzina
Żonaty od 1952 roku z Gustawą Dyło, artystą plastykiem (bratanicą Tomasza Dyło polskiego polityka, działacza PSL „Piast”). Ma troje dzieci: Józefa, inż. poligrafa; Kazimierza, inż. elektromechanika i córkę Marię inż. architekt.

## Autor książek i artykułów
- "Maszynoznawstwo poligraficzne" cz 1-2 1957-59r
- "Maszyny drukujące" 1968r
- "Maszyny offsetowe zwojowe" 2000r
- "Maszyny drukujące konwencjonalne: maszyny offsetowe arkuszowe" 2001r
- Artykuły „Skrypty” do czasopisma „Linotyp” wydawane przez Liceum Poligraficzne od 1952 roku
- Artykuły do czasopisma „Poligrafika”.

## Ordery i odznaczenia
- Krzyż Armii Krajowej[2]
- Krzyż Srebrny V klasy Orderu Wojennego Virtuti Militari[2]
- Złoty Krzyż Zasługi[2]
- Odznaka Weterana Walk o Niepodległość[2]
- Odznaka pamiątkowa Akcji „Burza”[2]
- Medal Wojska Polskiego
- Medal „Zasłużony Dla Polskiej Poligrafii”
- Medal10-lecia Polski Ludowej